# 瑪麗亞·法爾內塞
瑪麗亞·法爾內塞（義大利語：Maria Farnese，1615年2月18日—1646年7月25日），摩德納公爵夫人，帕爾馬公爵拉努喬一世·法爾內塞的女兒。

## 家庭
1631年，瑪麗亞和摩德納公爵法蘭西斯科一世結婚，兩人共有2子3女：
1. 阿方索（1634年—1662年），摩德納公爵
2. 伊莎貝拉（英语：Isabella d'Este, Duchess of Parma）（1635年—1666年），帕爾馬公爵夫人
3. 奧梅里哥（1641年—1660年），早逝
4. 艾蕾諾拉（英语：Eleonora d'Este (1643–1722)）（1643年—1722年）
5. 瑪麗亞（1644年—1684年），帕爾馬公爵夫人